# Palmer Automobile Manufacturing Company
Palmer Automobile Manufacturing Company war ein US-amerikanischer Hersteller von Automobilen.

## Unternehmensgeschichte
Herbert R. Palmer gründete das Unternehmen im Januar 1906 in Ashtabula in Ohio. Im März 1906 begann die Produktion von Automobilen in einem Werk in Cleveland, ebenfalls in Ohio. Der Markenname lautete Palmer. Geplant waren 300 Fahrzeuge im ersten Jahr. Im August 1906 wurde eine größere Fabrik in Ashtabula bezogen. Noch 1906 endete die Produktion.
Palmer gründete später die Euclid Motor Car Company.

## Fahrzeuge
Im Angebot stand nur ein Modell. Es war ein Highwheeler. Besonderheit war der selbst hergestellte Einzylindermotor. Er hatte keine Ventile. Es ist unklar, ob es ein Zweitaktmotor war. Jeweils 114,3 mm Bohrung und Hub ergaben 1173 cm³ Hubraum. Die Motorleistung von 8 PS wurde über ein Viergang-Planetengetriebe an die Hinterachse übertragen. Das Fahrgestell hatte 152 cm Radstand. Der Aufbau war ein offener Runabout mit Platz für zwei Personen. Gelenkt wurde mit einem Lenkrad.